# Singapore i olympiska sommarspelen 1960
Singapore deltog med fem deltagare vid de olympiska sommarspelen 1960 i Rom. Totalt vann de en silvermedalj.

## Medalj

### Silver
- Tan Howe Liang - Tyngdlyftning.